# 孟加拉 (密蘇里州)
孟加拉（英語：Bengal）是位於美國密蘇里州克里斯蒂安縣的非建制地區。

## 歷史
孟加拉的郵局於1897年設立，其後於1918年停運。

## 地理
孟加拉所處的海拔為高於海平面379米（即1243英呎），而該地所採用的時區為UTC-6，即北美中部時區（CST）。同時該地設有夏令時間，為UTC-6調快一小時，即UTC-5（CDT）。